# Лазанья
Лаза́нья (итал. lasagne) — макаронное изделие, тонкий лист теста в форме квадрата или прямоугольника, а также блюдо итальянской кухни, традиционно приготовляемое из тонких листов теста (собственно и называющихся лазанья) со слоями различной начинки. По-итальянски блюдо, в отличие от используемых для него макаронных изделий, может называться лаза́нья аль фо́рно (итал. lasagne al forno).
Наиболее традиционной начинкой для лазаньи считается начинка на основе рагу с мясным фаршем, залитым соусом бешамель и посыпанным сыром пармезан. Однако в региональных вариантах начинка может быть, в частности, из помидоров, шпината, прочих овощей, соуса болоньезе, сыров моцарелла или рикотта, фактически же набор начинок неограничен.

## Этимология
Слово «лазанья» первоначально описывало кастрюлю для приготовления пищи. Хотя блюдо, как полагают, возникло в Италии, само слово «lasagna» происходит от греческого «λάσανα» («ласана») или «λάσανον» («ласанон»), что означает «горячие пластины» или «выставлять на горшок». Слово было позднее заимствовано римлянами как lasanum, что означает «котёл для приготовления пищи». Позже итальянцы использовали это слово для наименования блюда, которое в настоящее время известно как лазанья.
По другой теории, слово lasagna происходит от греческого λάγανον («лаганон») — вид плоской листовой пасты из теста.

## История
Древнейшие известные рецепты лазаньи описаны в двух найденных в Неаполе кулинарных книгах — Anonimo Meridionale, датированной 1238—1239 годами, и Liber de Coquina (ок. 1304—1314). Впоследствии это блюдо приобрело известность и стало популярным не только в Италии, но и во всём мире. Первые лазаньи готовились в печи в специальных сковородах без ручки, куда клали определённое количество слоёв тонкого теста, чередуемое с рагу и сыром пармезан. В Лигурии в традиционную лазанью вместе с рагу стали добавлять также соусы (например, песто). Иногда тесто для лазаньи окрашивали в ярко-зелёный цвет, добавляя растёртый шпинат.
В XVI веке рецепт лазаньи был заимствован и по-своему трансформирован польской кухней, благодаря чему появились лазанки.

## Особенности теста
Тесто для лазаньи готовится из той же муки, что и для макарон. Эту муку готовят исключительно из твёрдых сортов пшеницы.
Слои теста также производятся как макаронные изделия и доступны в продаже в виде сухих листов теста.

## Современная кухня
Существует множество региональных вариантов приготовления лазаньи. Наиболее известные и популярные варианты — с соусом болоньезе и бешамель (с различными добавками). Также для начинки может использоваться мясной фарш, грибы или овощи, шпинат, крапива, цикорий, орехи, картофель, различные виды сыра. Для лазаньи итальянцы чаще всего используют такие сорта сыра, как рикотта, моцарелла и пармезан. Блюдо запекается в духовом шкафу при 220 °С, после этого температура понижается до 180 °С и затем блюдо выпекается в течение 30—35 минут.

## Лазанья в культуре
- Герой одноимённой серии комиксов кот Гарфилд фигурирует на их страницах как страстный поклонник данного блюда.
- Популярный блогер PewDiePie записал песню под названием «Bitch Lasagna».